# Castellane
Castellane – miejscowość i gmina we Francji, w regionie Prowansja-Alpy-Lazurowe Wybrzeże, w departamencie Alpy Górnej Prowansji.

## Demografia
Według danych na rok 1990 gminę zamieszkiwało 1349 osób, a gęstość zaludnienia wynosiła 11 osób/km². W styczniu 2015 r. Castellane zamieszkiwało 1596 osób, przy gęstości zaludnienia wynoszącej 13 osób/km².